# Гарбаня Новарезе
Гарба̀ня Новарѐзе (на италиански: Garbagna Novarese, на местен диалект: Garbagna, Гарбаня) е село и община в Северна Италия, провинция Новара, регион Пиемонт. Разположено е на 132 m надморска височина. Населението на общината е 1408 души (към 2016 г.).